# Industrie minière en République centrafricaine

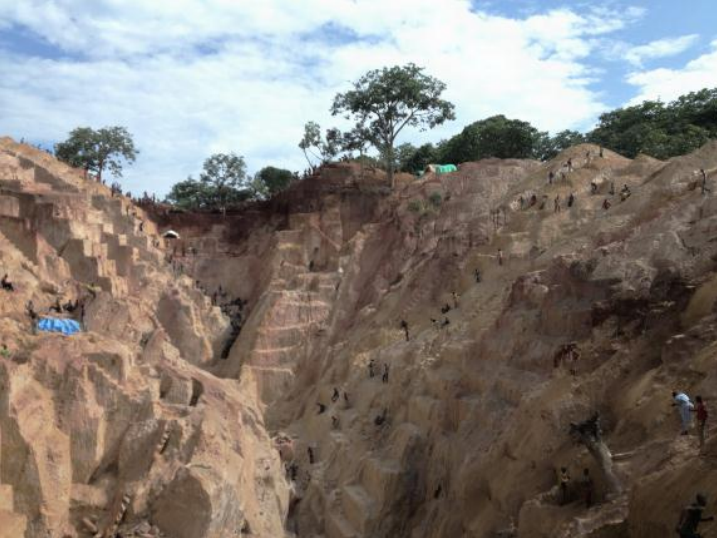

La République centrafricaine est dotée de gisements de cuivre, diamant, or, graphite, ilménite, minerai de fer, kaolin, cyanite, lignite, calcaire, manganèse, monazite, quartz, rutile, sel, étain et uranium. Seuls le diamant et l'or sont a priori exploités.
Sur les seize préfectures de la RCA, dix produisent de l'or et neuf des diamants. On estime de manière prudente le nombre total de travailleurs sur les sites miniers dans tout le pays entre 150 000 à 200 000 personnes.
Avant la crise de 2013, les minéraux étaient la troisième source de revenus du gouvernement centrafricain, après l'agriculture et la sylviculture. Les exportations de diamants représentaient à elles seules 11 % des recettes fiscales en 2010. Déjà, à cette époque, au moins 30 % des diamants quittaient illégalement la RCA.

## Histoire
Des diamants et de l'or ont été découverts pour la première fois en République centrafricaine au début du XXe siècle, lorsque le pays était encore sous la domination coloniale française. L'administration coloniale a alors octroyé concessions à des entreprises privées pour exploiter es ressources minérales. Les diamants sont rapidement devenus la deuxième exportation de la RCA après le coton.
Les sociétés minières internationales ont connu leur apogée en RCA dans les années 1950, avec le diamant.
Après l'indépendance en 1960, les sociétés minières internationales se retirent du pays et les investissements chutent. Toutefois, le nouveau régime libéralise le secteur du diamant en ouvrant les mines à tous les citoyens, ce qui provoque une ruée vers le diamant, et les exportations annuelles passent de  70 000 carats en 1960 à près de 537 000 en 1965.
La gestion erratique de cette ressource sous Bokassa provoque une baisse des investissements en exploration, et la production baisse pour atteindre  en 1979, production environ 290,000 carats par an.

## Or
On estime le potentiel annuel de la production de tous les sites aurifères de la RCA à environ 5720 kilogrammes d'or.

## Diamants
En termes de quantité, la RCA est un producteur de diamants relativement mineur par rapport à l'Angola et la RDC.
La qualité des diamants y est cependant beaucoup plus élevée, notamment par rapport à la RDC. Alors que celle-ci produit principalement
produit des diamants industriels, 80 % des diamants de la RCA sont de qualité gemme, la RCA est la première pays d'Afrique centrale producteur diamant donc  plus que Angola et RDC cinq fois plus chers.reste de pays d'Afrique centrale. 
La qualité des diamants de la RCA se classe ainsi au cinquième rang dans le monde.
Les chiffres de la production de diamants dans les années 90 sont en moyenne de 460 000 carats. Pendant la période précédant la crise économique 2004-2007, la production s'élevait à 404 550 carats puis elle tombe à 328 530 carats sur la période 2008-2011 (soit une baisse de 19 %).
On estime le potentiel annuel actuel de la production de tous les sites diamantifères de la RCA à environ 187 000 carats.